# Sampson (cràter)
Sampson és un petit cràter d'impacte de la Lluna situat a prop de la part central de la Mare Imbrium. Al nord-est hi ha el cràter Landsteiner i cap al sud-est es troba Timocharis. A l'est d'aquest cràter hi ha el dorsum Grabau, un dorsum que s'estén sobre la mar lunar.

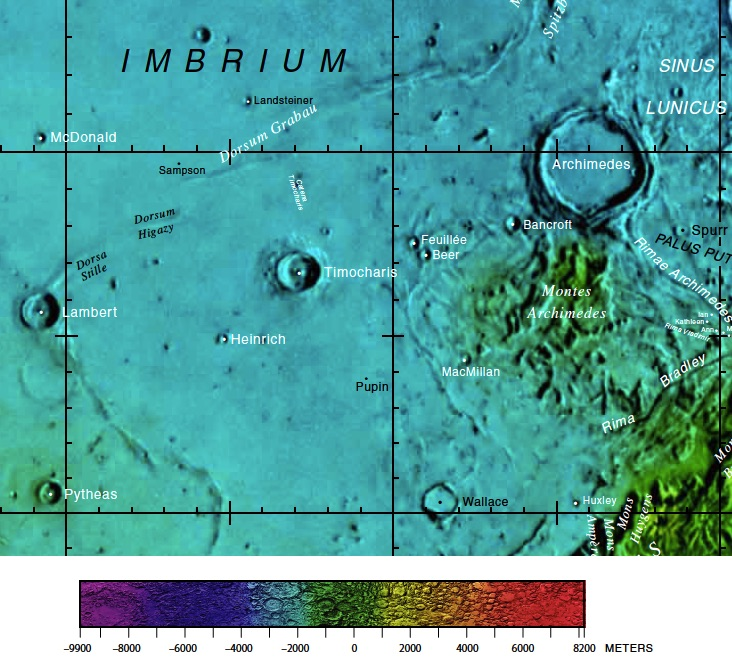
Localització de Sampson (superior esquerra de la imatge)
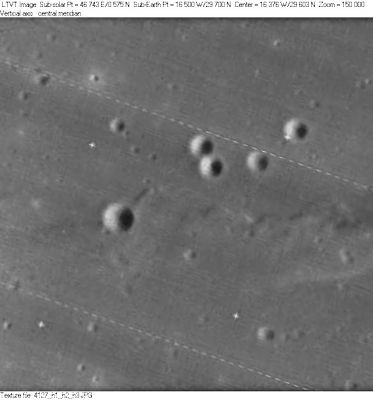
Fotografia de la missió Lunar Orbiter 4